# ヤマトより愛をこめて
「ヤマトより愛をこめて」（ヤマトよりあいをこめて）は、日本の歌手である沢田研二の24枚目のシングルである。
1978年8月1日にポリドール・レコードより発売された。

## 解説
表題曲は、同年公開の劇場用アニメ映画『さらば宇宙戦艦ヤマト 愛の戦士たち』（以降、『さらば』）のエンディングテーマである。
作詞は阿久悠、作曲は大野克夫が、それぞれ「憎みきれないろくでなし」から4作連続で担当した。当初は宮川泰により作曲されたが、候補曲の4曲がプロデューサーの西崎義展の気に入らずボツとなり、新たに大野へ依頼することとなった。最終的には大野による作曲、宮川による編曲の楽曲として完成した。
1978年8月10日に発売された沢田のLP『今度は、華麗な宴にどうぞ。』にシングルバージョンが収録されている。ベストアルバム『Royal Straight Flush 1971-1979』には別のバージョンが収録されており、伴奏にエレキギターが追加され、後奏が短い。『さらば』で使用されたのは、こちらのバージョンである。
日本コロムビアから1978年に発売されたサウンドトラック『さらば宇宙戦艦ヤマト 愛の戦士たち 音楽集』『さらば宇宙戦艦ヤマト 愛の戦士たち ドラマ編』では、沢田が当時ポリドールに所属していたために彼のボーカルを使えず、『音楽集』ではインストゥルメンタル、『ドラマ編』ではメロディーに合わせて西崎が歌詞を朗読したものが、それぞれ収録された。同じく日本コロムビアから1980年12月に発売されたアルバム『宇宙戦艦ヤマト 主題歌ヒット曲集』では、ささきいさおによるカバーバージョンが収録された。『宇宙戦艦ヤマト』関係のアルバムにオリジナル版が収録されたのは、2000年コロムビアファミリークラブより通販のみで販売された『松本零士音楽大全』が初である。
2017年2月25日から劇場先行上映されるアニメ『宇宙戦艦ヤマト2202 愛の戦士たち』第一章には、本曲がエンディングテーマとして用いられる。これを記念し、YouTubeでは『さらば』当時の音源を用いた第一章のPVが公開されている。

## チャート成績
発売されて3週目でオリコンのベスト10に初登場し、最高位4位にランクした。音楽番組『ザ・ベストテン』では8月31日放送から10月5日放送まで6週ランクインし、最高位は2位。

## 収録曲
- 全作詞：阿久悠／作曲：大野克夫

1. ヤマトより愛をこめて（4分43秒）
  - 編曲：宮川泰
2. 酔いどれ関係（3分19秒）
  - 編曲：船山基紀

## カバー
- 西崎義展（1978年、『さらば宇宙戦艦ヤマト 愛の戦士たち ドラマ編』に収録）
- 同志社学生混声合唱団（1995年、アルバム『宇宙戦艦ヤマト〜混声合唱とピアノ・打楽器のための 合唱組曲』に収録。久石譲編曲。）
- ささきいさお（1995年、アルバム『宇宙戦艦ヤマト ソング・コレクション』に収録）
- 緒方恵美（2007年、アルバム『アニメグ。』に収録）
- 高見沢俊彦（2008年、DVD『Kaleidoscope II〜鋼鉄天使の凱旋〜』に収録）
- 山寺宏一（2017年、アルバム『POWER』に収録）[5]